# Le Grenier
Le Grenier est une série télévisée jeunesse québécoise en 89 épisodes de 25 minutes diffusée du 6 janvier 1976 au 13 juin 1979 à la Télévision de Radio-Canada.

## Synopsis
Dollard Desbouleaux, collectionneur de cartes postales, habite une maison à Saint-Odilon-du-Petit-Ruisseau. Il s’ennuie et cherche une façon de faire un peu de sous.
Son ami et voisin Étienne lui suggère de louer son grenier. Chose dite! Chose faite! Trois locataires se présentent et louent le grenier :
Le premier locataire, un fakir aux pouvoirs étonnants, directement arrivé de l’Inde, s’appelle Sâdhu Bidishâh;
La deuxième s’appelle Antoinette Orthographe qui veut écrire des romans-frissons;
Et la troisième locataire s’appelle Frimousse qui est une jeune orpheline douce et romantique qui à l’habilité de se transformer en petit garçon batailleur.
Tout ne sera plus de tout repos pour Dollard Desbouleaux.

## Distribution
- Yvon Bouchard : Dollard Desbouleaux
- Robert Duparc : Étienne, l'ami et voisin de Dollard
- Marielle Bernard : Frimousse
- Hélène Loiselle : Antoinette Orthographe
- Gérard Poirier : le fakir Sâdhu Bidishâh
- Denise Daudelin : voix de Pondicheri - La boule de cristal magique de Sâdhu Bidishâh

## Équipe technique
- Scénarisation : Pierre Guénette
- Réalisation : Maurice Falardeau et Claude Poulin
- Marie Bernard : musicienne
- Michèle Charbonneau : script-assistante
- Adrien Côté : technicien du son
- Hélène Falcon : responsable multi-D
- Michèle Forget : costumière
- Claude Gauthier : directeur technique
- Monique Le François : décoratrice
- Jean-Paul Rouillard : éclairagiste
- Edward Shrimpton : maquilleur
- Société de production : Société Radio-Canada

## Épisodes
Synopsis de la série : « Les aventures aux multiples rebondissements de Dollard Desbouleaux, troublé dans ses habitudes de vieux garçon tranquille par l’arrivée de trois locataires au lieu d’un seul. »
Début de la série le mardi 6 janvier 1976, à 16:30. Aucun titre ou synopsis n'est indiqué
(numérotation arbitraire)
1. Pour se venger de l’attitude de ses locataires, Dollard met au point quelques douces vengeances qui lui retomberont sur le nez. Diffusion : le mardi 3 février 1976, à 16:30.
2. Condamné par le tribunal de ses locataires, Dollard se retrouve le compagnon forcé des jeux de Frimousse. Heureusement que le Quêteux fait son apparition. Avec Edgar Fruitier. Diffusion : le mardi 10 février 1976, à 16:30.
3. Sâdhu reçoit un colis des Indes. Sa boule de cristal causera un certain émoi. Avec Denise Daudelin. Diffusion : le mardi 17 février 1976, à 16:30.
4. Le jour de son anniversaire, Antoinette Orthographe se trouve mêlée à une sombre histoire de vol. Avec Gaétan Gladu. Diffusion : le mardi 24 février 1976, à 16:30.
5. Sâdhu reçoit une carte postale qui lui cause un grand chagrin. Donnée généreusement à Dollard pour sa collection, cette carte lui vaut une médaille. Avec Jean-Pierre Beaupré et Jacques Tourangeau. Diffusion : le mardi 2 mars 1976, à 16:30.
6. Étienne monte une séance avec ses amis pour clore son exposition. Tout ne va pas comme sur des roulettes. Sâdhu sauve la situation. Avec Martine Rouzier, Germaine Lemyre, Germaine Bougie, Marie-Christine Larocque, Monique Venne-Boisjoli, Georges Bélisle et Claude Ravanelle. Diffusion : le mardi 16 mars 1976, à 16:30.
7. Durant la nuit, tous ont fait le même rêve. L’arrivée du frère de Sadhu fournit quelques explications. Cependant l’attitude de ce dernier n’est pas sans causer quelques problèmes à Sadhu… Avec Jacques Piperni et Denise Daudelin. Diffusion : le mardi 23 mars 1976, à 16:30.
8. Étienne a disparu. Cela permet à Antoinette de se lancer dans une enquête farfelue. Diffusion : le mardi 30 mars 1976, à 16:30.
9. Alors qu’il fait beau et que l’entente est parfaite, une vieille tante de Dollard vient faire sa visite annuelle. Elle est atteinte d’une maladie bizarre. Avec Lise LaSalle et Denise Daudelin. Diffusion : le mardi 11 mai 1976, à 16:30.
10. La cohabitation entraîne quelques frictions. On voudrait savoir qui habitera seul dans le grenier. Diffusion : le mercredi 8 septembre 1976, à 16:30. Probablement une reprise.
11. En l’absence de Sâdhu, Pondicheri s’amuse aux dépens des autres. Frimousse lui donne un coup de pouce. Diffusion : le mercredi 13 octobre 1976, à 16:30.
12. Antoinette et Étienne participent à un concours de rédaction. Ils voudraient bien faire de Dollard un héros. Diffusion : le mercredi 20 octobre 1976, à 16:30.
13. Le désordre règne dans le grenier, Étienne suggère d’élire un maire. Diffusion : le mercredi 3 novembre 1976, à 16:30.
14. Afin de donner une leçon de responsabilité à ses locataires, Dollard va travailler à l’extérieur. Étienne en subit les conséquences. Diffusion : le mercredi 10 novembre 1976, à 16:30.
15. Afin de rendre service aux fleuristes de St-Odilon, Sâdhu prend soin de plantes vertes chétives. Diffusion : le mercredi 17 novembre 1976, à 16:30.
16. Voulant être gentil avec Frimousse et le mettre à l’aise vis-à-vis ses fréquentes transformations on décide d’agir comme elle. Diffusion : le mercredi 24 novembre 1976, à 16:30.
17. Sâdhu agit de façon bizarre avec ses amis. Diffusion : le mercredi 22 décembre 1976, à 16:30.
18. Étienne est débordé de travail pour la préparation de la fête de St-Odilon. Cependant, cette fois, le cœur n’y est plus. Diffusion : le mercredi 29 décembre 1976, à 16:30.
19. Sâdhu a mis au point une potion pour tenter de guérir Frimousse de sa maladie si embarrassante. Diffusion : le mercredi 5 janvier 1977, à 16:30.
20. Dollard convoite le titre de propriétaire de l’année. Mais il a trop de reproches à faire à ses locataires pour se présenter. Diffusion : le mercredi 12 janvier 1977, à 16:30.
21. Sâdhu afin que les autres ne s’ennuient de lui en son absence, envoûte Étienne et le fait agir comme lui. Diffusion : le mercredi 19 janvier 1977, à 16:30.
22. Antoinette décide d’éclaircir une fois pour toutes ce qui, pour elle, s’appelle le mystère échalotte. (note : le mot échalotte est écrit avec 2 « t »). Diffusion : le mercredi 26 janvier 1977, à 16:30.
23. Pour la journée spéciale des oiseaux, on a fabriqué plusieurs maisons. Pondichéri, se sentant délaissée, brouille un peu les cartes. Diffusion : le mercredi 2 février 1977, à 16:30.
24. Un Papou et un Esquimau se présentent pour suivre des cours de fakirisme chez Sâdhu. Diffusion : le mercredi 9 février 1977, à 16:30.
25. Pondicheri devient la gardienne de Frimousse et de Jonquille. Et cela entraîne des complications. Diffusion : le mercredi 16 février 1977, à 16:30.
26. À la demande d’Antoinette, la maison se trouve plongée dans le silence. Il faut trouver d’autres moyens de communication. Diffusion : le mercredi 13 avril 1977, à 16:30.
27. Sâdhu s’imagine que ses amis ne l’aiment pas. Il s’arrange pour que ceux-ci prouvent leur amour. Diffusion : le mercredi 27 avril 1977, à 16:30.
28. Antoinette ouvre une école de détectives privés afin de mettre au point des méthodes de son invention. Diffusion : le mercredi 4 mai 1977, à 16:30.
29. Dollard est aux prises avec de curieuses personnes intéressées par ses poignées de portes. Diffusion : le mercredi 11 mai 1977, à 16:30.
30. C’est un grand jour pour Sâdhu. Il a trouvé tout seul le bureau de poste. Malheureusement, ce beau jour sera assombri par l’arrivée de Sombrera la Lorgnette. Diffusion : le mercredi 15 juin 1977, à 16:30.
31. Frimousse voudrait aller au bal des souris avec Jonquille. Mais il lui faudrait une robe spéciale pour cette occasion. Diffusion : le mercredi 26 octobre 1977, à 16:30.
32. On fait une grande course au trésor. En l’occurrence, le trésor s’appelle Antoinette Orthographe. Diffusion : le mercredi 9 novembre 1977, à 16:30.
33. Frimousse revient d’une semaine de camping avec les guides de St-Odilon. Quelque chose a changé dans son comportement. Diffusion : le mercredi 16 novembre 1977, à 16:30.
34. Pondichéri raconte aux autres les événements pénibles causés par la trop grande curiosité d’Anita Desruisseaux, propriétaire du magasin général. Diffusion : le mercredi 23 novembre 1977, à 16:30.
35. La tante de Frimousse se découvre des pouvoirs gênants pour les autres. Diffusion : le mercredi 30 novembre 1977, à 16:30.
36. Étienne peint une toile qu’il ne laisse voir à personne. Que peut-il préparer? Diffusion : le mercredi 4 janvier 1978, à 16:30.
37. Capsule, l’iguane de Dollard, est soupçonnée de s’être transformée en monstre. Diffusion : le mercredi 25 janvier 1978, à 16:30.
38. Sâdhu est atteint d’une arachidite aiguë . Seul son ami Mustapha peut le guérir. Avec Gaétan Labrèche. Diffusion : le mercredi 8 février 1978, à 16:30.
39. Antoinette place ses espoirs dans un gros trèfle à quatre feuilles. Diffusion : le mercredi 15 février 1978, à 16:30.
40. Le quêteux cherche la Fontaine de Jouvence chez Dollard. Diffusion : le mercredi 22 février 1978, à 16:30.
41. On a fabriqué des maisons pour les oiseaux. Pondichéri brouille un peu les cartes. Diffusion : le mercredi 8 mars 1978, à 16:30.
42. Étienne et Dollard rencontrent deux Martiens bizarres. Diffusion : le mercredi 15 mars 1978, à 16:30.
43. Sâdhu raconte une histoire à Frimousse. Il s’embrouille dans ses personnages. Diffusion : le mercredi 29 mars 1978, à 16:30.
44. Pondichéri devient la gardienne de Frimousse et de Jonquille, ce qui entraîne des complications. Diffusion : le mercredi 12 avril 1978, à 16:30.
45. Frimousse se pose des questions sur son avenir. Diffusion : le mercredi 24 mai 1978, à 16:30.
46. Sâdhu cherche un moyen de communication entre la cuisine et le grenier pour remplacer le tuyau bouché. Pondichéri lui suggère une sirène. Diffusion : le mercredi 14 juin 1978, à 16:30.
47. Dollard et ses locataires s’amusent. Étienne est juge de leurs jeux. Diffusion : le mercredi 22 novembre 1978, à 16:30.
48. Frimousse fait son journal. Diffusion : le mercredi 6 décembre 1978, à 16:30.
49. Pondichéri qui se sent délaissé décide de faire en sorte qu’à l’avenir, on ne l’oublie plus. Diffusion : le mercredi 13 décembre 1978, à 16:30.
50. M. et Mme Sanschagrin cherchent de nouveaux collectionneurs. Diffusion : le mercredi 20 décembre 1978, à 16:30.
51. Frimousse semble perdue. Elle agit comme dans un cauchemar. Diffusion : le mercredi 27 décembre 1978, à 16:30.
52. Sâdhu lance une campagne pour la paix. Diffusion : le mercredi 10 janvier 1979, à 16:30.
53. Pondichéri fait preuve d’égoïsme lors de la préparation d’une fête. Diffusion : le mercredi 24 janvier 1979, à 16:30.
54. Étienne, manquant d’inspiration, suit un conseil de Dollard. Diffusion : le mercredi 31 janvier 1979, à 16:30.
55. Frimousse ne se sent pas bien, mais elle ne veut pas voir le médecin. Diffusion : le mercredi 14 mars 1979, à 16:30.
56. C’est le jour du tirage de la loterie de St-Odilon. Diffusion : le mercredi 21 mars 1979, à 16:30.
57. Étienne a décidé d’organiser des envolées au-dessus de St-Odilon. Mais on ne trouve pas d’avion. Diffusion : le mercredi 11 avril 1979, à 16:30.
58. C’est un grand jour pour Mlle Antoinette. Anita Desruisseaux est porteuse d’une mauvaise nouvelle. Diffusion : le mercredi 18 avril 1979, à 16:30.
59. Alouette met en doute les grandes qualités des parents de Frimousse. Avec Louise Rinfret. Diffusion : le mercredi 23 mai 1979, à 16:30.
60. Les cartes postales enchantent un peu moins Dollard. Que peut-il chercher d’autres? Dernier épisode de la série. Diffusion : le mercredi 13 juin 1979, à 16:30.

Source : Ici Radio-Canada – Horaire des chaînes françaises de télévision de Radio-Canada, publication hebdomadaire, 1972-1985. Les articles et renseignements publiés dans Ici Radio-Canada télévision peuvent être reproduits librement.